# Adenoid Hynkel
Adenoid Hynkel (Hynkel) é um personagem fictício, ditador do país fictício Tomânia, ambos criados por Charlie Chaplin, para seu primeiro filme falado, O Grande Ditador. Chaplin aproveitou o contexto da Segunda Guerra Mundial para criar um país que fosse a caricatura da Alemanha nazista.
No roteiro, Tomânia fora derrotada na Primeira Guerra Mundial, e durante os anos seguintes se reergueria internamente como uma nova potência industrial e militar. No momento retratado no filme, Tomânia era governada pelo ditador Hynkel (uma paródia escrachada de Adolf Hitler, interpretada pelo próprio Chaplin), e possuía uma máquina militar capaz de conquistar seus países vizinhos.
Também é exibida a repressão aos judeus, dos quais o segundo personagem de Chaplin no filme (um simples barbeiro que se assemelha fisicamente a Hynkel) toma parte. Hynkel resolve invadir a pequena nação fronteiriça de Osterlich, mas seu movimento é antecipado pela nação fascista de Bactéria (outra paródia, desta vez da Itália fascista), dando início a um embate diplomático entre os ditadores Hynkel e Napaloni. Hynkel termina por elaborar um plano para invadir Osterlich, mas acaba sendo preso, confundido em trajes civis com um cidadão daquele país por seus próprios soldados. O barbeiro judeu é, por sua vez, confundido com o ditador, e ao se pronunciar à nação, Chaplin aplica um dos mais belos discursos da história do cinema, pregando valores como liberdade, amizade, amor. Em síntese:

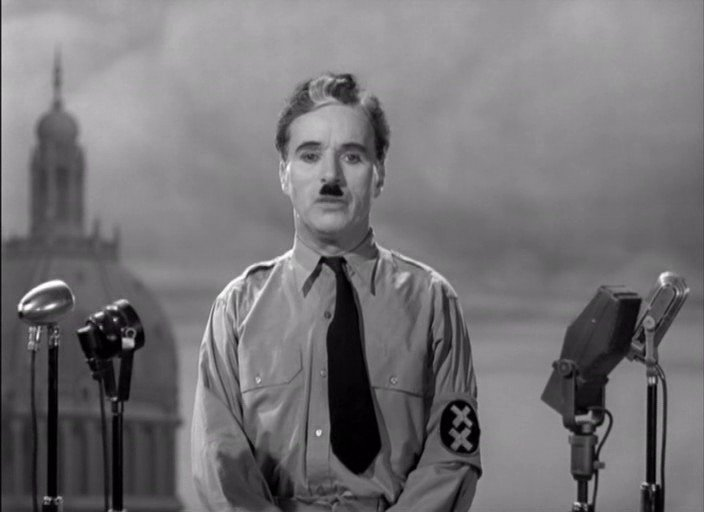
Cena do discurso final

"Companheiros, não vos entregueis a seres brutos que vos desprezam, que vos escravizam, que arregimentam as vossas vidas, que ditam os vossos atos, as vossas idéias, os vossos sentimentos! Que vos fazem marchar no mesmo passo, que vos submetem uma alimentação regrada, que vos tratam como um gado humano, que vos utilizam como carne para canhão! Não sois máquinas! Homens é que sois! E com amor da humanidade em vossas almas! Não odieis! Só odeiam os que não fazem amar, os inumanos."